# Tersmedenska herrgården
Tersmedenska herrgården är en herrgård i Ramnäs. Den uppfördes 1801 på beställning av Per Reinhold Tersmeden i nyrenässansstil. Den är belägen vid sjön Lilla Nadden i Västmanland och utrustades med rinnande vatten, vilket var mycket ovanligt vid byggnadens uppförande.
Karl XV:s älskarinna, Hanna Styrell, fick en anknytning till herrgården när hon gifte sig med Adolf Tersmeden 1876.

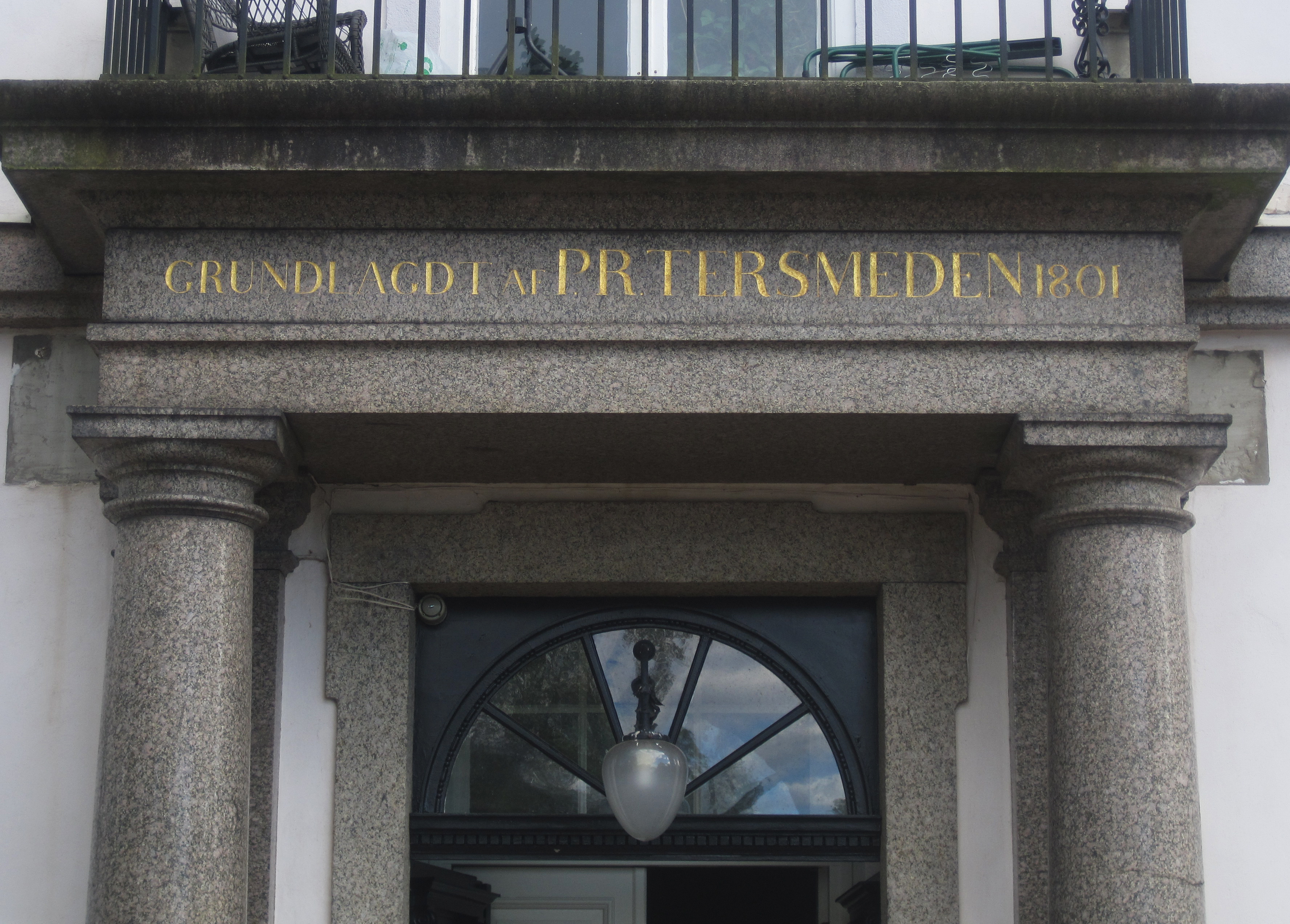
Per Reinhold Tersmeden har, i egenskap av byggherre, sitt namn inhugget ovanför entrén till Tersmedenska herrgården i Ramnäs.